# Newton, Illinois
Newton är administrativ huvudort i Jasper County i Illinois sedan år 1835. Orten hade 2 849 invånare enligt 2010 års folkräkning.